# 英国左翼
英国左翼（直译：「不列颠左翼」）可以指多个概念。有时它被用作与英国工党立场一致的群体的简称，也可以指那些致力于在英国经济、政治和文化体制中推动平等变革的个人、团体和政党。英国左翼内部包含多个子群体，在改良和革命问题上存在分歧。进步主义者与社会民主主义者认为，平等可以在现有的资本主义结构中实现，但他们在对资本主义的批评力度、改革幅度以及福利国家的构想方面存在差异。而无政府主义者、共产主义者和社会主义者等极左翼人士则主张彻底废除资本主义制度。

## 英国现存左翼政党和组织
- 工党
  - 争取工党民主运动（英语：Campaign for Labour Party Democracy）
  - 绿色-左翼草根联盟（英语：Centre-Left Grassroots Alliance）
  - 劳工代表委员会（英语：Labour Representation Committee (2004)）
  - 动量（英语：Momentum (organisation)）
  - 开放劳工（英语：Open Labour）
  - 社会主义运动团体
  - 社会主义行动
- 英格兰和威尔士绿党
  - 绿色左翼（英语：Green Left (England and Wales)）
  - 绿党组织（英语：Greens Organise）
- 不列颠工人党
- 工会主义和社会主义联盟
  - 社会党
  - 苏格兰社会党 (2010年)
  - 社会主义工人党
- 不列颠共产党
- 大不列颠社会党
- 争取绿色社会主义联盟
- 共产主义联盟
- 全国健康行动党（英语：National Health Action Party）
- 社会主义平等党
- 社会公正党（英语：Social Justice Party (UK)）
- 转变（英语：Transform (political party)）
  - 左翼团结
- 工人革命党
- 争取工人自由联盟
- 无政府主义联合会（英语：Anarchist Federation (Britain)）
- 不列颠共产党（马列）
- 大不列颠共产党（马列）
- 大不列颠共产党 (临时中央委员会)
- 共产主义工人组织
- 国际社会主义联盟
- 不列颠新共产党
- 革命共产主义团体
- 不列颠革命共产党（马列）
- 社会主义替代
- 团结联合会（英语：Solidarity Federation）
- 斯巴达克同盟/不列颠
- 工人战斗
- 工人力量
- 共和共产主义网络
- 苏格兰绿党
- 苏格兰民族党
- 苏格兰社会党
- 威尔士党
- 老天鹅反对削减
- 康沃尔之子—为了康沃尔党
- 西邓巴顿郡社群党（英语：West Dunbartonshire Community Party）